# Jerzy Otello
Jerzy Zygmunt Otello (ur. 23 sierpnia 1925 w Toruniu, zm. 16 października 1996 tamże) – polski duchowny luterański, wieloletni administrator i proboszcz parafii w Nidzicy (1954-1992), administrator innych parafii mazurskich, znany bibliofil, regionalista, publicysta, miłośnik mazurskiej historii.

## Życiorys
Syn Bernarda, mazurskiego działacza plebiscytowego pochodzącego spod Ełku, urzędnika, aktywnego członka polskiej parafii ewangelickiej w Toruniu. Zaczął studiować prawo na UMK, lecz ostatecznie wybrał studia na Wydziale Teologii Ewangelickiej Uniwersytetu Warszawskiego. Ordynowany na duchownego 16 marca 1952 r. w Łodzi, jeszcze przedtem był krótko nieordynowanym wikariuszem w Bydgoszczy i w Szczecinie. W latach 1952–1954 administrował parafią w Biskupcu. Z jego inicjatywy zbudowano kaplice filialne parafii nidzickiej w Rogu i w Jabłonce. Od 1985 r. był konseniorem (zastępcą seniora) diecezji mazurskiej. Był m.in. prezesem Towarzystwa Ziemi Nidzickiej i członkiem Komisji Oświaty, Kultury i Sportu Rady Miasta Nidzicy.
Żonaty z Pelagią z d. Klauser. Mieli córkę i syna, Ryszarda Otello, również duchownego, wikariusza w Działdowie (1951-1978). Pochowany w Nidzicy.